# Tamarite de Litera (kommun i Spanien)
Tamarite de Litera är en kommun i Spanien.   Den ligger i provinsen Provincia de Huesca och regionen Aragonien, i den nordöstra delen av landet, 400 km öster om huvudstaden Madrid. Antalet invånare är 3 656. Arean är 111 kvadratkilometer. Tamarite de Litera gränsar till Almacelles, Lleida, Gimenells i el Pla de la Font, San Esteban de Litera, El Campell / Alcampell och El Torricó / Altorricon. 
Terrängen i Tamarite de Litera är platt åt sydväst, men åt nordost är den kuperad.